# 후지에이 미치히코
후지에이 미치히코 (藤栄 道彦, ふじえい みちひこ, 1971년 8월 28일 출생)는 일본의 만화가이다. 도치기현 우쓰노미야시 출신으로, 남성이며 혈액형은 B형이다. 나치 마사요시 (那智正芳, なち まさよし) 필명으로 그린 적도 있었다. 성씨만을 오랫동안 토에이(とうえい) 라고 하고 있었지만, 2020년 10월경부터 후지에이 (ふじえい) 라는 성씨를 사용하고 있다.

## 약력
고교 졸업 후, 만화가를 목표로 주간 소년 선데이 (소학관)에 투고를 개시했다. 이때부터 마츠우라 사토히코에게 만화를 배운다.
1997년, 제41회 신인 코믹 대상에서 "검은 독수리 가면" (黒鷲の仮面)이 입선해 데뷔하게 된다.
2003년, 주간 코믹 번지(신초샤)에 투고한 작품 상금벌이 (賞金稼業)가 준입선을 한다. 같은 해 가을, 주간 코믹 번치 2003년 48호 (11월 14일호/통산 118호)에서 컨시어지(만화)의 독절을 게재. 그 후 「컨시어지」는 시리즈 게재가 되어 최종적으로 본격 연재로 승격하게 된다.『주간 코믹 번치』휴간호가 되다 2010년 39호 (9월 10일호/통산 445호)까지 연재되어 완결되었다. 연재 종료 후, 「컨시어지」는 「컨시어지 플래티넘」이라는 제목을 고쳐, 「월간 코믹 제논」(도쿠마 서점) 2010년 12월호(창간호)부터 연재를 재개한다. 또한, 「월간 코믹@번지」에 대해서도 2011년 4월호 (창간 2호) 부터 오리지널 작품 「마지막 레스토랑」을 연재하고 있다.마지막 레스토랑은 2016년에 텔레비전 드라마로 만들어져 NHK BS 프리미엄으로 방영되었다.
컨시어지 플래티넘은 월간 코믹 제논 2014년 11월호에서 연재를 종료한다. 2015년 1월호부터 같은 "컨시어지 월드"를 무대로 한 컨시어지 임페리얼을 2017년 11월호까지 연재하였다.

## 관련 인물

### 스승
- 마츠우라 사토히코

### 전 어시스턴트
- 신큐 치에
- 요시카와 케이토